# Bolivia op de Olympische Winterspelen 2018
Bolivia was een van de deelnemende landen aan de Olympische Winterspelen 2018 in Pyeongchang, Zuid-Korea.
Bij de zesde deelname van het land aan de Winterspelen werd voor de zesde keer deelgenomen in het alpineskiën en voor het eerst in langlaufen, de tweede olympische sportdiscipline waarin namens Bolivia werd deelgenomen. Van de twee debuterende deelnemers was Simon Breitfuss Kammerlander de vlaggendrager bij de openingsceremonie.

## Deelnemers en resultaten
(m) = mannen 

### Alpineskiën
| Olympiër                     | Onderdeel        | Resultaat | Prestatie                                                           |
| ---------------------------- | ---------------- | --------- | ------------------------------------------------------------------- |
| Simon Breitfuss Kammerlander | combinatie (m)   | DNF       | afdaling: 1.22,94 (49e) slalom: niet gefinisht                      |
| Simon Breitfuss Kammerlander | afdaling (m)     | 47e       | 1.47,87 (+ 7,62)                                                    |
| Simon Breitfuss Kammerlander | super g (m)      | 45e       | 1.31,69 (+ 7,25)                                                    |
| Simon Breitfuss Kammerlander | reuzenslalom (m) | 43e       | run 1: 1.16,27 (52e) run 2: 1.15,98 (44e) totaal: 2.32,25 (+ 14,21) |
| Simon Breitfuss Kammerlander | slalom (m)       | 32e       | run 1: 54,66 (40e) run 2: 55,76 (31e) totaal: 1.50,42 (+ 11,43)     |

### Langlaufen
| Olympiër             | Onderdeel             | Resultaat | Prestatie          |
| -------------------- | --------------------- | --------- | ------------------ |
| Timo Juhani Grönlund | 15 km vrije stijl (m) | 105e      | 43.18,4 (+ 9.34,5) |